# 木山茂年
木山 茂年（きやま しげとし、1942年 - ）は日本の実業家。株式会社東京デリカを設立し、同社代表取締役社長、代表取締役会長を歴任。シェア50パーセントを占めるカバン業界最大手に拡大させた。

## 人物
東京都葛飾区新小岩出身。東京都立両国高等学校を経て、1964年一橋大学法学部を卒業し、三井造船株式会社入社。
1969年、父が死去したため商店街のよろず屋を経営する家業の合資会社丸二商会入社。しかし、「商店街のただのオヤジでは終わりたくない」との思いから、1970年からカバン屋の出店を始める。
1974年株式会社東京デリカ設立、同社代表取締役。1977年ころから全国展開を開始。1980年株式会社デリカ総業（現ディーアンドケー株式会社）設立、同社代表取締役。1992年株式会社デリカ総業取締役、1999年株式会社エムケー興産設立、同社取締役。
1994年にジャスダック店頭登録、2006年に東京証券取引所2部上場、2012年に東京証券取引所1部指定を果たす。同年社長を退き、東京デリカ代表取締役会長に就任。
社団法人日本専門店協会常任理事、社団法人如水会常務理事なども歴任。